# 里维耶尔新城 (东比利牛斯省)
里维耶尔新城（法語：Villeneuve-la-Rivière，法語發音：[vilnœv la ʁivjɛʁ] ⓘ）是法国东比利牛斯省的一个市镇，位于该省东部，属于佩皮尼昂区，也是佩皮尼昂地中海城市社区的一部分。该市镇总面积4.38平方公里，2009年时的人口为1311人。

## 人口
里维耶尔新城人口变化图示